# Thunder Pro Wrestling Retsuden
Thunder Pro Wrestling Retsuden (サンダープロレスリング列伝) est un jeu vidéo de catch sorti en 1992 sur Mega Drive. Le jeu a été développé et édité par Human Entertainment.